# 格朗尚
格朗尚（法語：Grand-Champ，法語發音：[ɡʁɑ̃ ʃɑ̃]）是法国莫尔比昂省的一个市镇，位于该省中部偏南，属于瓦讷区。

## 地理
格朗尚（47°45'31"N, 2°50'40"W）面积67.34 平方千米，位于法国布列塔尼大區莫尔比昂省，该省份为法国西北部沿海省份，位于布列塔尼半岛南部，北起阿摩尔滨海省、西接菲尼斯泰尔省，南濒大西洋，东南接大西洋卢瓦尔省，东临伊勒-维莱讷省。
与格朗尚接壤的市镇（或旧市镇、城区）包括：穆斯图瓦尔阿克、科尔波、洛克马里亚格朗尚、默孔、普莱斯科普、普吕梅尔加、布朗迪维。

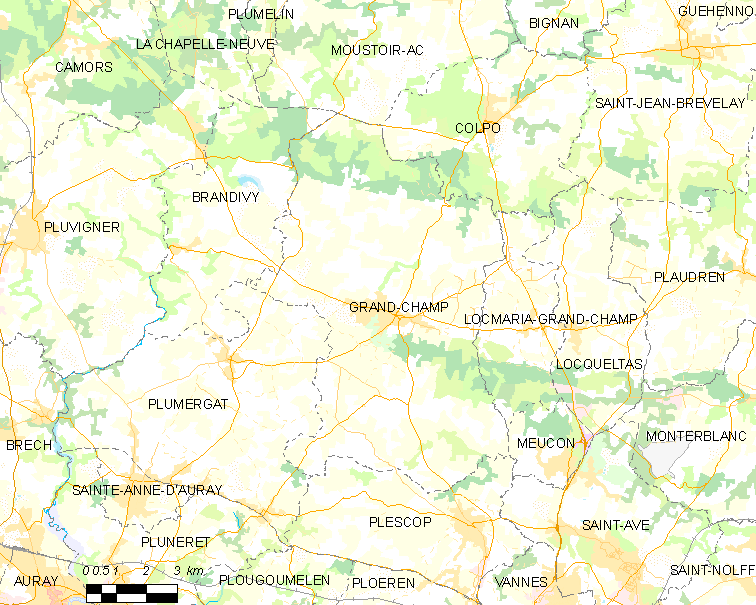
格朗尚的OSM定位图

格朗尚的时区为UTC+01:00、UTC+02:00（夏令时）。

## 行政
格朗尚的邮政编码为56390，INSEE市镇编码为56067。

## 政治
格朗尚所属的省级选区为格朗尚县。

## 人口

1962-2008年间格朗尚人口变化图示

格朗尚于2022年1月1日时的人口数量为5859人。